# Vila Sônia
Vila Sônia è un distretto (distrito) della zona occidentale della città di San Paolo in Brasile, situato nella subprefettura Butantã.

## Storia
Il terreno su cui sorge era di proprietà di Antonio Bueno, di professione medico, e di Joaquim Manuel da Fonseca; il nome al distretto fu dato in ricordo di una delle figlie di Bueno.
Vila Sônia ha cominciato a svilupparsi dopo gli anni sessanta.

## Altre immagini

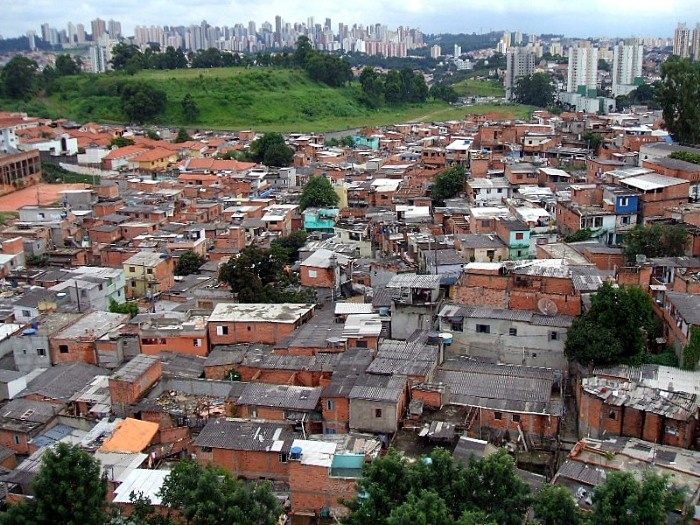
Altra foto della Comunidade Jacqueline.